# Purpurcapsula exigua
Purpurcapsula exigua là một loài ốc biển nhỏ, là động vật thân mềm chân bụng sống ở biển trong họ Triviidae.

## Phân bố
Chúng phân bố ở Biển Đỏ và in  Ấn Độ Dương  dọc theo vùng bể Mascarene